# Pegaso Ekus
 (novembre 2021).
Si vous disposez d'ouvrages ou d'articles de référence ou si vous connaissez des sites web de qualité traitant du thème abordé ici, merci de compléter l'article en donnant les références utiles à sa vérifiabilité et en les liant à la section « Notes et références ».

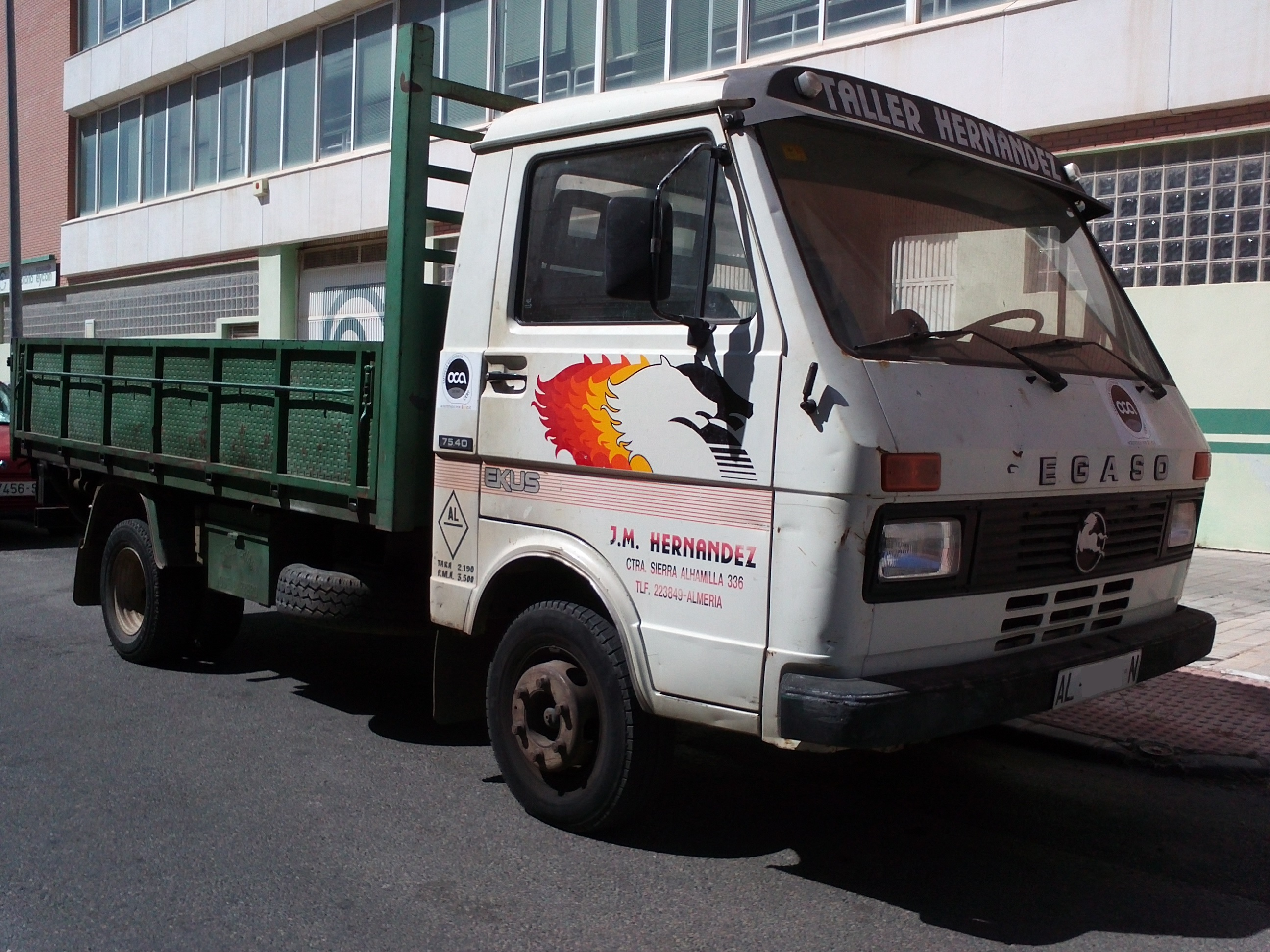
Pegaso Ekus camionnette

Le Pegaso Ekus est une gamme de modèles utilitaires de la marque espagnole Pegaso décliné en versions camion benne et fourgon. Cette gamme a été importée directement d'Allemagne de 1987 à 1991 déjà rebadgée Pegaso.

## Histoire
Au début des années 1980, l'INI souhaite vendre le groupe ENASA. Après la faillite de son associé Leyland Motors en 1978, l'échec de la coopération avec International Harvester en 1981 et le rachat de DAF par Paccar, Pegaso se retrouve seul et isolé. Des accords techniques et commerciaux sont en cours de négociation avec le constructeur allemand MAN AG qui va céder une licence de fabrication de son autobus SL.200 pour devenir Pegaso 6420.
MAN AG, associé à VW depuis 1979, va favoriser un accord entre ENASA et Volkswagen pour la commercialisation en Espagne des Volkswagen LT28, LT31 & LT35, des véhicules utilitaires produits depuis 1975, en coopération avec MAN AG. Ces utilitaires "Lasten Transporter" (LT signifie transport de charge) a permis à Volkswagen de se lancer sur le marché très particulier des camions légers. 

## La gamme Pegaso Ekus
La gamme Pegaso Ekus se compose d'une multitude de modèles dénommés en fonction de leur puissance et de leur poids total :
- 75.28 - Modèles Van et Combi. La nomenclature signifie qu'il est équipé d'un moteur de 75 ch DIN et dispose d'un PTAC de 2.800 kg,
- 75.32 - Carrosserie en Van et Combi. PTAC de 3.200 Kg,
- 75.35 - Carrosserie en Van et Combi. PTAC de 3.500 Kg,
- 75.40 - Châssis-cabine avec moteur de 75 ch DIN et un PTAC de 4.000 kg,
- 75.46 - Fourgon avec un PTAC de 4.600 kg,
- 75.50 - Camion plateau avec un PTAC de 5.000 kg,
- 75.56 - Camion plateau avec un PTAC de 5.600 kg,
- 100.40 - Camion plateau avec cabine simple ou double, un moteur de 100 ch DIN et un PTAC de 4.000 kg,
- 100.46 - Fourgon à toit haut avec un PTAC de 4.600 kg,
- 100.50 - Châssis cabine avec un PTAC de 5.000 kg,
- 100.56 - Camion plateau avec cabine simple ou double et un PTAC de 5.600 kg.
- 1210.6 - Châssis cabine avec moteur de 100 ch DIN et un PTAC de 6,50 tonnes,
- 1215.8 - Châssis cabine avec moteur 6 cylindres de 150 ch DIN et un PTAC 8,0 tonnes,
- 1215.9 - Châssis cabine avec moteur de 150 ch et un PTAC de 9,0 tonnes,
- 1215.10 - Châssis cabine avec un moteur de 150 ch et un PTAC de 10,0 tonnes. Ce modèle aurait dû être commercialisé fin 1989 mais n'a jamais été commercialisé.

Contrairement au modèles allemands, Pegaso n'a jamais commercialisé la version 4x4.

## Curiosité

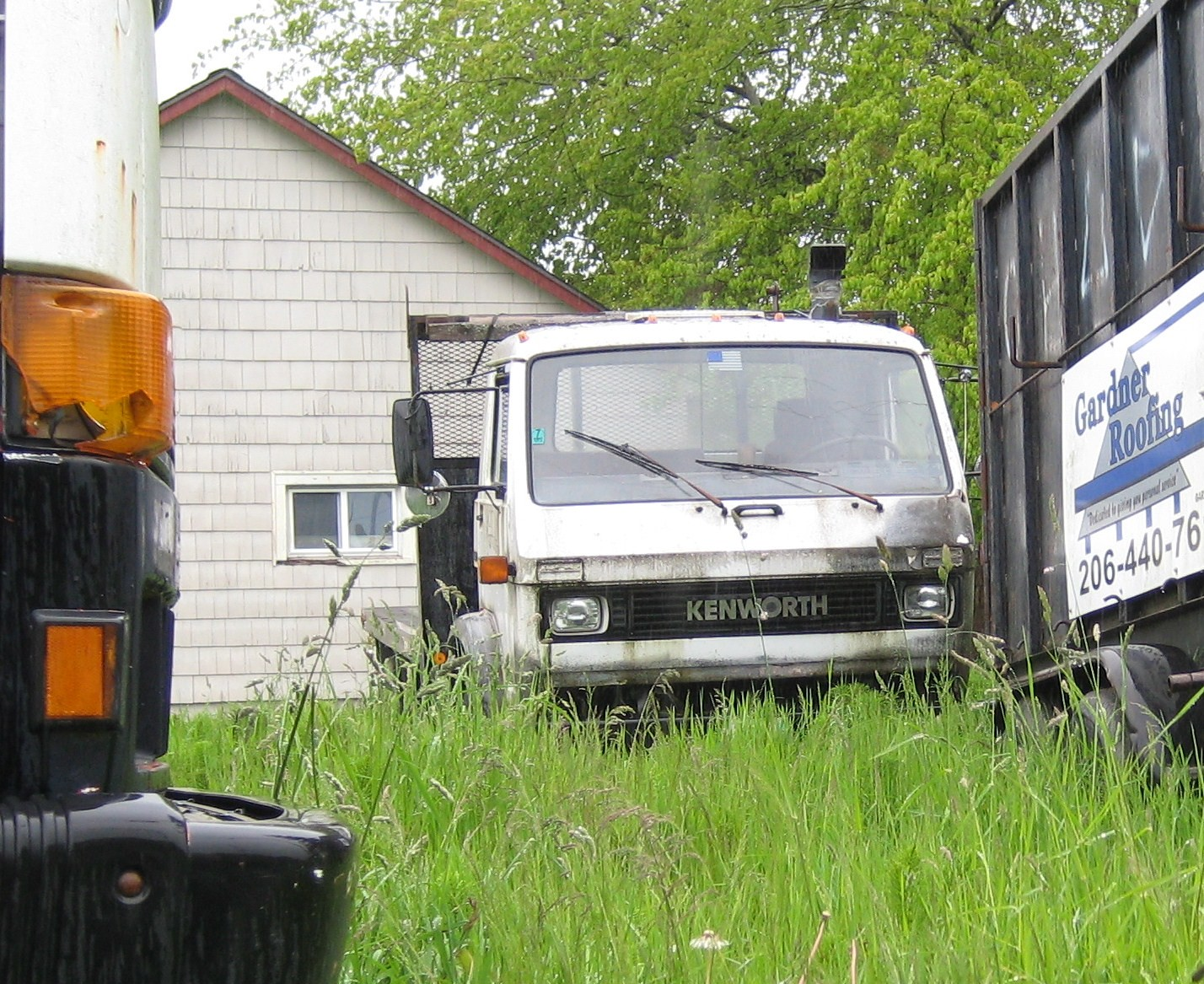
Un modèle Kenworth (abandonné) aux USA

En 1979, Volkswagen rachète la filiale brésilienne de Chrysler et poursuit la fabrication des camions Dodge D 400 et D.700 dans l'ex usine Chrysler de Sao Bernardo. En 1981, la société commune VW-MAN décide de lancer la fabrication, au Brésil, d'une gamme de camions moyen tonnage 11.130 et 13.130 équipés de la cabine du VW LT  élargie, baptisée G90.
En 1987, VW signe un accord commercial avec le groupe américain Paccar, propriétaire des marques Peterbilt et Kenworth, pour qu'elles commercialisent aux Etats-Unis les modèles VW LT fabriqués au Brésil sous les marques Peterbilt et Kenworth. Le modèle Peterbilt s'appelait "Midranger". L'opération s'est avérée être un profond échec et l'accord n'a duré que quelques années à cause d'un rejet du modèles par les transporteurs américains même si VW a du se résoudre à monter un moteur Cummins pour pallier les défaillances de son moteur.